# Kärlekens hus (film, 1950)
Kärlekens hus är en fransk romantisk dramafilm från 1950 i regi av Max Ophüls, efter en pjäs av Arthur Schnitzler. Filmen vann pris som bästa film vid British Academy Film Awards 1952. Filmen blev även Oscarnominerad i kategorierna "bästa manus" och "bästa scenografi, svartvitt".

## Rollista
- Anton Walbrook - Raconteur
- Simone Signoret - Léocadie
- Serge Reggiani - Franz
- Simone Simon - Marie
- Daniel Gélin - Alfred
- Danielle Darrieux - Emma
- Fernand Gravey - Charles
- Odette Joyeux - Anna
- Jean-Louis Barrault - Robert
- Isa Miranda - Charlotte
- Gérard Philipe - Le Comte